# Hoàng tử Omar bin Al Faisal
Hoàng tử Omar bin Al Faisal của Jordan (sinh ngày 22 tháng 10 năm 1993) là con thứ hai và con trai duy nhất của Hoàng tử Feisal bin Al Hussein và công nương Alia Tabba và là cháu trai của Quốc vương Abdullah II của Jordan. Ông là em trai của công chúa Ayah bint Al Faisal, và anh trai của cặp song sinh công chúa Aisha và công chúa Sara.